# Yume Okuroda
Yume Okuroda (6 de julho de 1994) é um jogadora de rugby sevens japonesa.

## Carreira
Yume Okuroda integrou o elenco da Seleção Japonesa de Rugbi de Sevens Feminino, na Rio 2016, que foi 10º colocada.